# Industrigruppen JAS
Industrigruppen JAS (IG JAS) är ett tidigare svenskt industrikonsortium. IG JAS bildades 1980 i syfte med att ta fram, utveckla och tillverka Saab 39 Gripen, ett svenskt stridsflygplan med flerrollskapacitet.  

## Bakgrund
Gruppen bildades som ett svenskt alternativ i samband med att tre amerikanska bolag (General Dynamics, McDonnell Douglas och Northrop) lämnat in offert på tänkbara ersättare till Saab 37 Viggen. Vid bildandet bestod IG JAS av SAAB-Scania, Volvo Flygmotor, LM Ericsson, SRA Communications och Förenade Fabriksverken, vilka i juni 1981 lämnade in en offert på ett svenskt alternativ till ett stridsflygplan med flerrollskapacitet. Den 30 juni 1982 skrev Försvarets materielverk (FMV) ett avtal med IG JAS till ett värde av cirka 10 miljarder kronor, gällande utveckling och serieproduktion av 30 flygplan samt fem provflygplan. I maj 1992 tecknade IG JAS ett kontrakt med svenska staten gällande delserie 2, som innefattande 110 stycken JAS 39A samt 14 stycken tvåsitsiga JAS 39B. I juni 1997 bekräftade regeringen delserie 3, som innefattande 64 stycken JAS 39C och 14 stycken JAS39D. Slutleveransen av stridsflygplanet blev satt till 2003.
Genom åren förändrades ägarförhållandena i IG JAS genom flera köp och fusioner. SRA Communications blev 1983 uppköpta av L M Ericsson. Förenade Fabriksverken uppgick 1991 i Celsius AB som i sin tur köptes av Saab år 1999 och fusionerades in år 2000.
Sommaren 2006 avyttrade Ericsson sin försvarsverksamhet till Saab AB i affär till värde på 3,8 miljarder kronor. I affären ingick Ericsson Microwave Systems, Ericssons 40 procentiga innehav i Saab Ericsson Space och Ericssons andel i IG JAS.
Efter omförhandling av kontraktet med svenska staten kom slutleveransen till Flygvapnet ske i augusti 2008. Med det kom även IG JAS att avvecklas, då dess syfte endast var att sälja Gripensystemet till svenska staten. Vid dess avveckling återstod endast Saab AB och Volvo Flygmotor inom industrikonsortiumet.

## Verkställande direktör
Nedan lista är ej komplett
- Harald Schröder (1982-1988)[6]
- Hans Ahlinder (198?-1997)
- Klas Ljungren (????-2001)[7]
- Mats Hugosson (2001-20??)[7]
- Lennart Sindahl (20??-2008)[6]